# Rosemary Wyse
Rosemary F. G. Wyse (née le 26 janvier 1957) est une astrophysicienne écossaise spécialisée dans l'étude de la formation et l'évolution des galaxies et notamment de la Voie lactée.

## Biographie
Rosemary Wyse suit d'abord une formation en physique et astrophysique au Queen Mary University of London (avec l'obtention d'un Baccalauréat universitaire en sciences en 1977) puis à l'Université de Cambridge jusqu'à l'obtention d'un Ph.D. en astronomie en 1983 avec sa thèse « The formation and evolution of galaxies ».
Rosemary Wyse part alors aux États-Unis en tant que chercheuse postdoctoral au sein de l'université de Princeton et de l'université de Californie à Berkeley où elle continue ses recherches sur la formation et l'évolution des galaxies, et en particulier la Voie lactée. Elle devient par la suite professeur au département de Physique et d'astronomie de l'Université Johns-Hopkins (Baltimore) : Professeur assistante de 1988 à 1990, puis professeur associée jusqu'en 1993 et enfin titulaire d'une chaire à partir de juillet 1993.
Auteur de nombreuses publications dans des revues scientifiques prestigieuses, elle est notamment très impliquée sur les sujets des galaxies naines et en particulier celles satellites à ou absorbées par la Voie lactée comme la galaxie naine du Sagittaire,. Elle est ainsi naturellement impliquée dans le projet RAVE (en) (RAdial Velocity Experiment) dont le champ d'étude concerne justement les courants stellaires et en particulier le courant du Sagittaire.
Rosemary Wyse est lauréate du prix d'astronomie Annie J. Cannon en 1986.
Pour ses travaux sur la formation de la Voie lactée et ses « services rendus à la communauté astronomique », elle reçoit le Brouwer Award (en) en 2016.